# Pepperbox

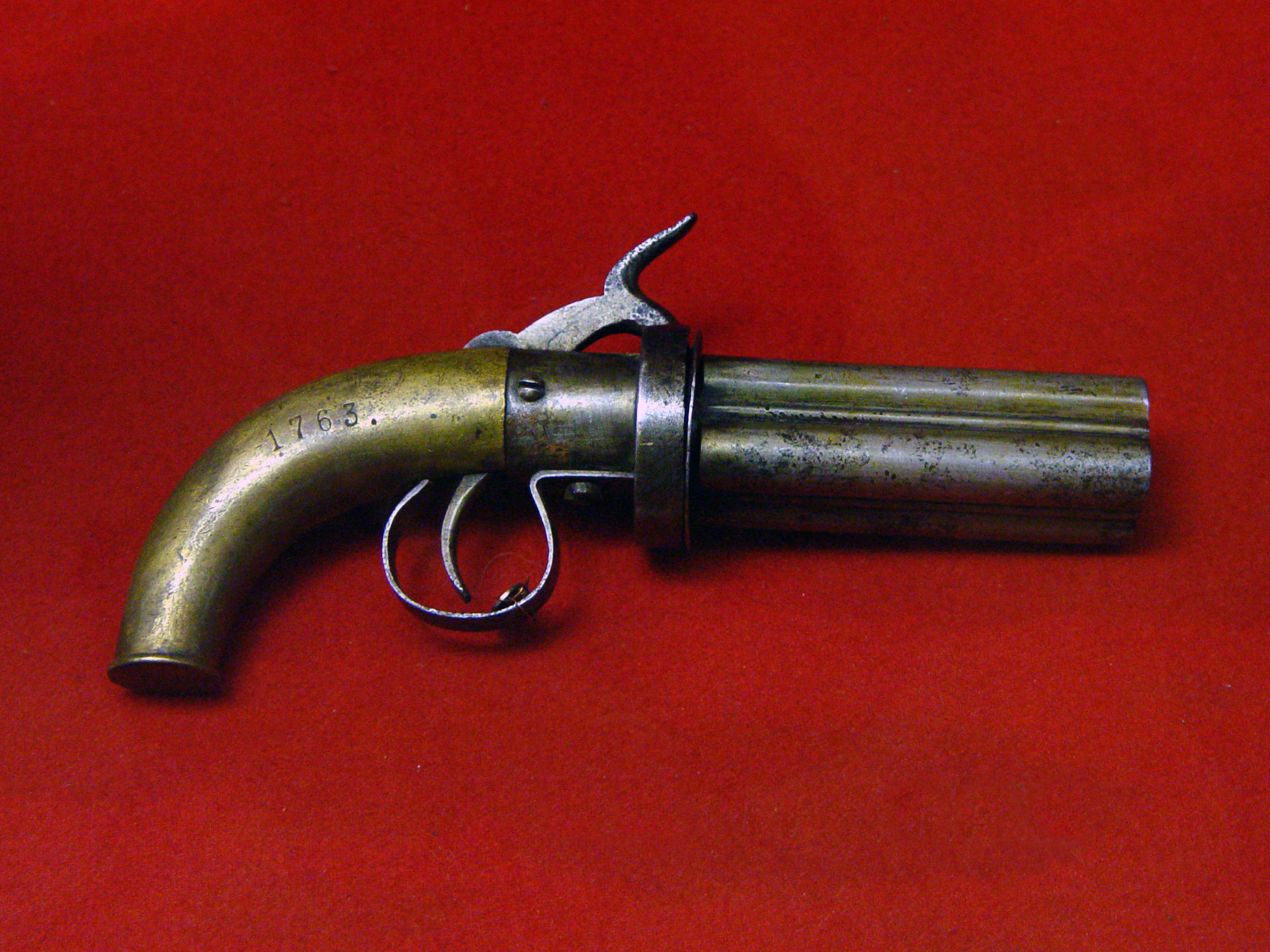
Pepperbox rus de mitjan.

El pepperbox, també anomenat revòlver pepperbox o pot de pebre (per raó de la seva semblança amb un molinet de pebre), és una arma curta de canó múltiple i de repetició, que té tres o més canons alineats al voltant d'un eix central. De fet se semblaria a un revòlver de més de tres trets de tambor rotatiu, però amb els canons un al costat de l'altre formant part de tambor. Els pepperboxes existeixen en tots els sistemes de pany: metxa, roda, espurna, percussió, Lefaucheux, cartutxos de percussió anular i cartutxos de percussió central.
A Espanya se l'anomenava també avispero (perquè sembla un vesper), i a tot el món anglosaxó va ser conegut com a pepper-box.
El pepperbox no s'ha de confondre amb una arma de salva (com el mosquet de set canons fet per Nock), una arma que dispara diversos projectils al mateix temps emprant múltiples canons. La diferència és que una arma de salva dispara tots els seus canons alhora, mentre que el pepperbox és de repetició. Tampoc ha de confondre's amb una arma de foc que té múltiples canons en paral·lel (com la Jarre), que és coneguda com una "pistola d'harmònica". El pepperbox a més no ha de confondre's amb un derivat o desenvolupament de la metralladora Gatling, que dispara ràpidament al emprar múltiples canons rotatius.

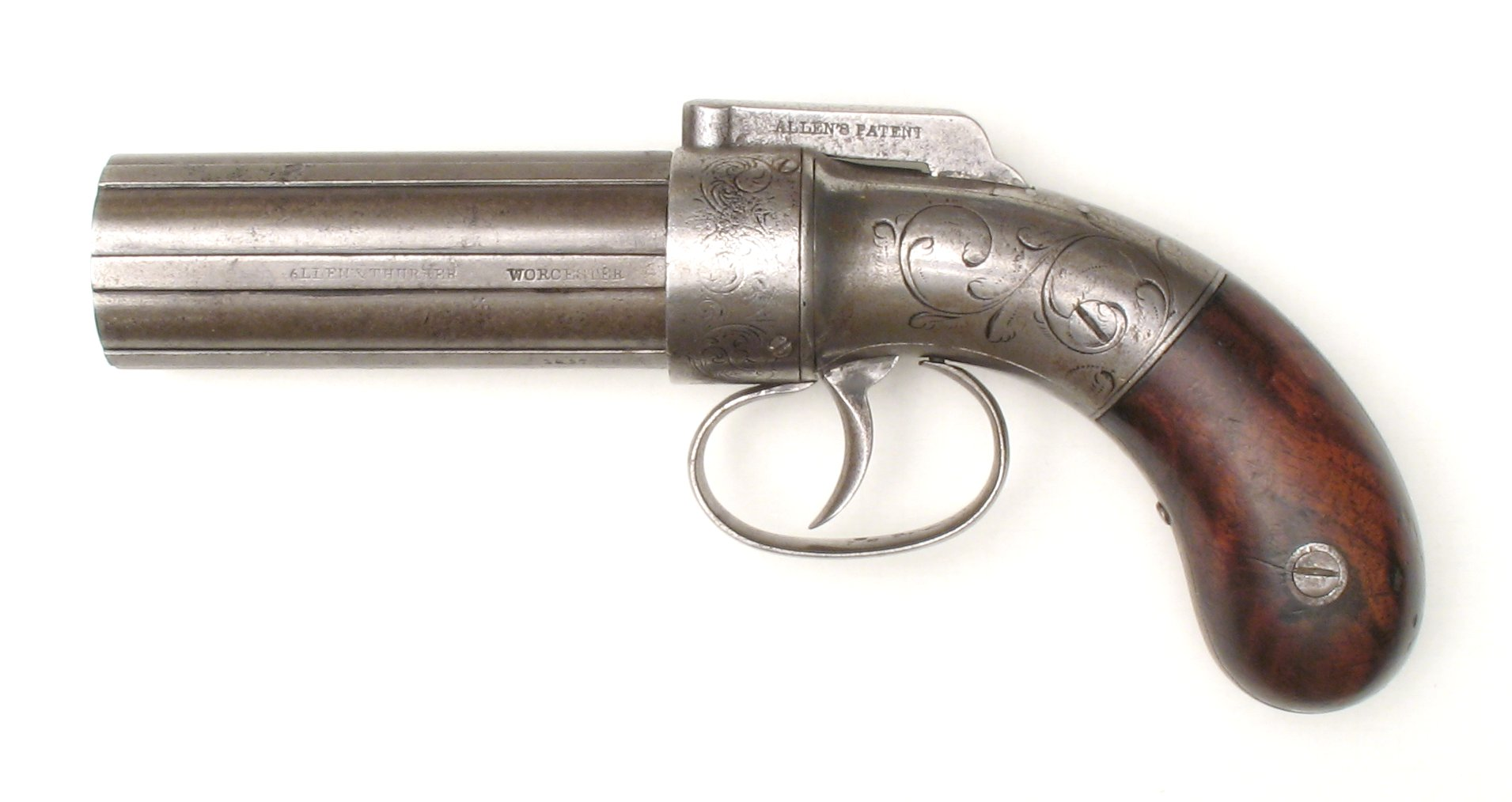
Pepperbox d'Allen & Thurber, un dels dissenys nord-americans més populars.

## Primers anys
Aquest tipus d'arma de foc va ser popular als Estats Units des de 1830 fins a la Guerra de Secessió, però el seu concepte va aparèixer molt abans. Al segle xv, diversos canons eren units a una culata, sent disparats d'un en un mitjançant una metxa.
Cap a 1790, els pepperboxes van ser construïts sobre la base de la clau d'espurna, principalment per Nock a Anglaterra i "Segallas" a Bèlgica. Aquestes armes, basant-se en l'èxit de les primigènies pistoles de dos canons superposats rotatius, van ser equipades amb tres, quatre o set canons.
Els canons d'aquests primigenis pepperboxes eren girats manualment.
La invenció de la càpsula fulminant per Joshua Shaw, basada en les innovacions d'Alexander Forsyth, i la Revolució Industrial van permetre la producció en sèrie de pepperboxes, fent-los més disponibles que les primigènies pistoles artesanals que empraven les persones adinerades. Els primers models van aparèixer en 1820. Exemples d'aquests primers pepperboxes són el Budding (probablement el primer pepperbox de percussió anglès) i la pistola nord-americana de tres canons Manhattan.
Els més estimats eren els construïts a França, Estats Units, Bèlgica i Espanya.

## Popularitat

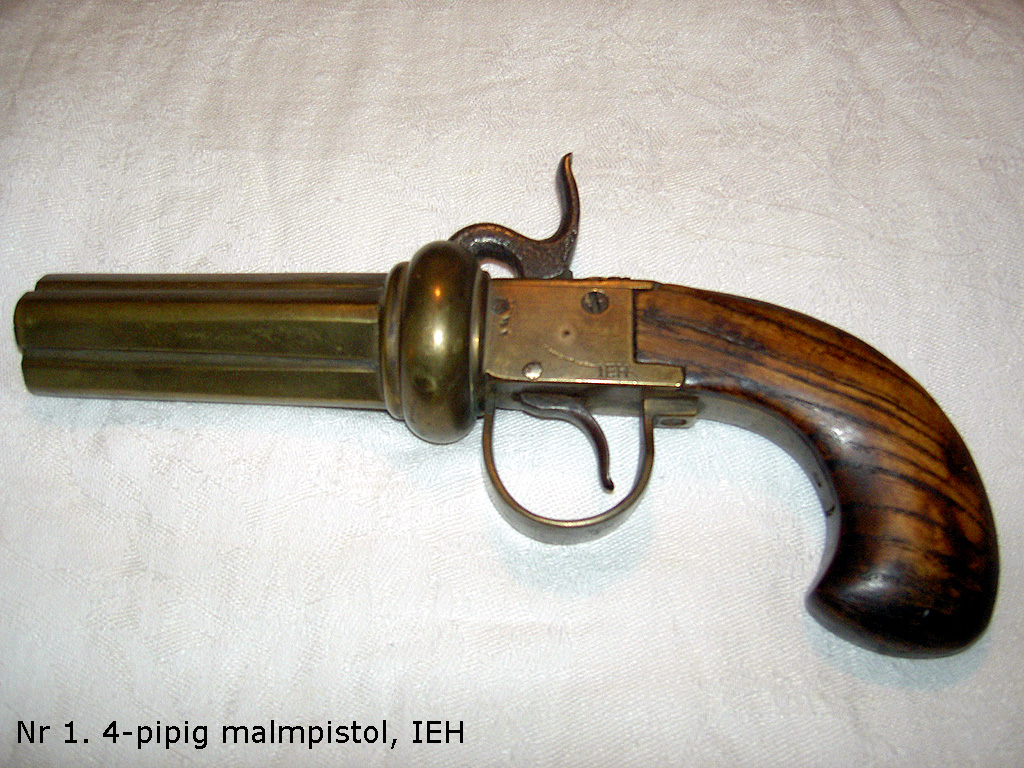
Pepperbox de Småland, Suècia, fet per Johan Engholm, Ödestugu.

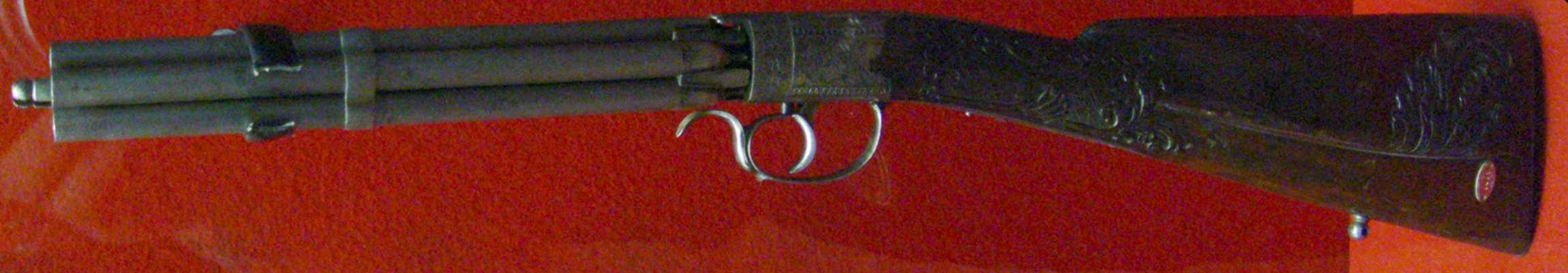
Un fusell pepperbox rus, fet en l'Arsenal de Tula.

El pepperbox va ser inventat en la dècada de 1830 i anava principalment dirigit al mercat civil. La seva ocupació es va estendre ràpidament en el Regne Unit, els Estats Units i algunes parts d'Europa. S'assemblava al posterior revòlver en què contenia les bales en recambres separades dins d'un cilindre rotatiu. Si embargament, al contrari del revòlver, cada recambra tenia el seu propi canó, per la qual cosa no feia falta un complex sistema de rotació (encara que existeixen pepperboxes amb tal sistema).
Uns quants pepperboxes de percussió encara tenien canons que es giraven manualment, però la majoria tenen un mecanisme que fa girar el conjunt de canons mentre el martell és armat per a cada tret. Les versions d'acció simple van ser principalment fabricades per Darling de Massachusetts, però la gran majoria utilitzen el sistema d'auto-armat, on en estrènyer el gallet gira el conjunt de canons, s'atura el martell i es dispara l'arma (de vegades anomenada "Doble acció", encara que aquest terme és més pròpiament emprat per descriure revòlvers). El principal productor de pepperboxes amb auto-armat i martell en la part superior (freqüentment anomenats "pepperbox amb martell de barra") als Estats Units va ser Ethan Allen, però aquest tipus d'arma a més va ser produïda en grans quantitats a Anglaterra.
Alguns pepperboxes disparaven el canó inferior en lloc del superior, tals com el Marriette belga (en configuracions entre 4 i 24 canons), el Blunt and Syms nord-americà o el Cooper anglès. Habitualment empraven un mecanisme "inferior", amb el martell muntat sota l'armadura, darrere dels canons i davant del gallet (freqüentment un tipus anello). Van existir diversos tipus diferent de mecanismes de tret, tals com percussores interns rotatius (Robbins and Lawrence, Comblain), percussores rotatius en un martell (Sharps, Grunbaum) o múltiples percussors (Martin).
El defecte del pepperbox és que es torna massa pesat al capdavant si s'augmenta el nombre i la longitud dels canons, la qual cosa dificulta apuntar amb precisió. En la majoria de models, especialment aquells amb conjunts de canons rotatius, és gairebé impossible apuntar perquè el martell està en la línia de punteria (alguns pepperboxes tenien un entalli en el martell, a través del qual suposadament s'apuntava), no hi ha lloc per instal·lar un punt de mira i l'arma té molt pes al capdavant com per apuntar amb rapidesa i precisió. No obstant això, el principal mercat va ser la defensa personal de civils, per la qual cosa sovint es emprava a curta distància. La pràctica habitual de l'època era de no apuntar amb la pistola, sinó de disparar "des del maluc", mantendiendo a baix l'arma i simplement apuntant al centre de gravetat del blanc. Els enfrontaments amb pistola sovint ocorrien a frec de roba. @Pensar aquest tipus d'ocupació, diversos pepperboxes tenen canons d'ànima llisa, encara que l'estriat de l'ànima era usualment emprat des de fa dècades en l'època quan van ser fabricats. Existeixen pepperboxes amb canons d'ànima estriada, no obstant això aquests emprencartutxos Lefaucheaux.
Les armes de percussió amb canó múltiple eren sovint considerades perilloses, perquè en disparar un canó es podien disparar els altres al mateix temps ("tret en cadena") si no es prenien precaucions. Aquest problema va ser principalment eliminat amb la introducció de separadors de xemeneies, en els posteriors revòlvers de percussió, que protegien les càpsules fulminants de les recambres adjacents de l'esclat produït pel martell de l'arma en disparar. No obstant això, aquesta característica és rares vegades vista en pepperboxes, encara que alguns tenen les xemeneies situades en entallis o en angle recte per reduir la probabilitat d'un tret en cadena. En un pepperbox, això seria menys perillós que en un revòlver d'un sol canó a causa que, almenys, les bales sortirien lliurement dels canons. Igualment, si una recambra no estava en la posició correcta quan el martell copejava la càpsula fulminant, disparava normal i segurament. Aquesta senzillesa i seguretat va ajudar a sobreviure al pepperbox després de l'aparició de revòlvers més moderns, igual que a mantenir baixos costos de producció en comparació dels revòlvers i els seus més complexos mecanismes.

## Revòlver de transició
L'anomenat revòlver de transició és un desenvolupament del pepperbox. Aquesta arma empra el mateix mecanisme, però amb un sol canó situat davant d'un conjunt de canons de pepperbox retallats. Un revòlver de transició és definit com un revòlver (amb canó i tambor) que no té un topall de tambor, sent-ne el revòlver d'espurna Collier de 1819 un primigeni exemplar.

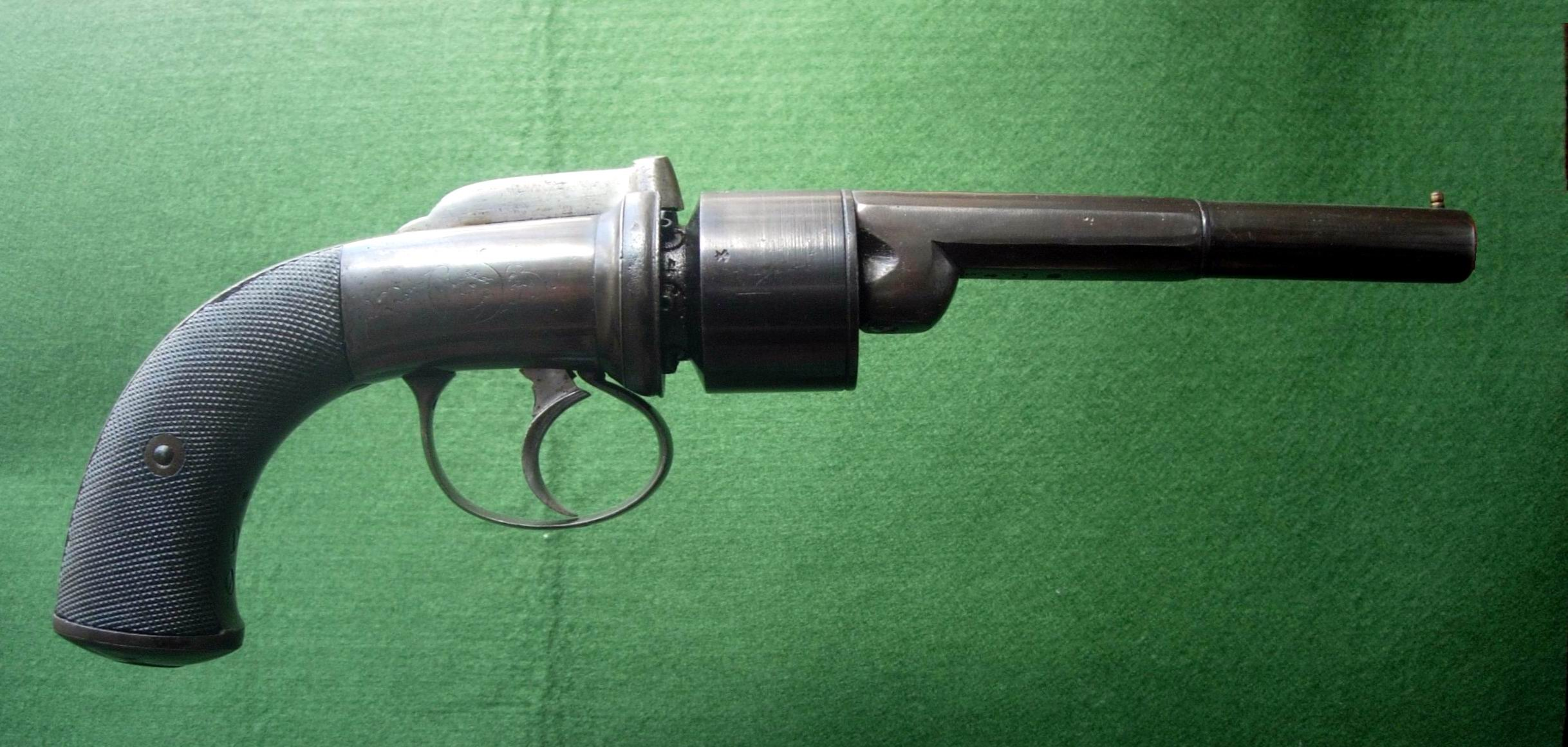
Revòlver de transició anglès, de mitjans del.

Conservava la clau de percussió del pepperbox, però encara tenia diverses deficiències. La falta d'un eficaç topall de tambor permetia disparar quan el tambor no estava alineat amb el canó, donant com a resultat un tret erràtic que possiblement danyava l'arma i fins i tot feria al tirador. Tot i que el tambor escurçat facilitava la seva recàrrega, el canó estava unit a l'eix del tambor; això afeblia l'arma amb el pas del temps, reduint la seva precisió. A més no tenia separacions entre les xemeneies, podent produir trets en cadena com els primers pepperboxes. Aquest risc augmentava pel fet que els percusors comuns en els pepperboxes i els revòlvers de transició, produïen un cop molt feble i es necessitava usar càpsules fulminants molt sensibles, augmentant encara més el risc d'un tret en cadena. Tot i que els models posteriors van ser equipats amb un escut per a protegir el tirador de fragments de càpsules fulminants, encara existia el risc de ser ferit o morir en explotar l'arma a causa d'un tret en cadena.
Ja que les bales no havien de ser baquetejades des de la boca del canó, sinó que eren carregades en el tambor darrere d'aquest, podien ser lleugerament més que el seu diàmetre, la qual cosa facilitava l'ocupació de canons amb ànima estriada. Encara que la majoria de pepperboxes tenen canons d'ànima llisa, molts revòlvers de transició tenen canons estriats.
Daniel Leavitt va tenir part en un conegut procés judicial després de fabricar en 1851 un revòlver de transició amb una palanca de càrrega idèntica a la del revòlver Colt Dragoon. Armes d'aquest tipus van ser emprades en la Intervenció nord-americana a Mèxic, com una alternativa als revòlvers Colt Walker i Colt Dragoon, principalment pel General Winfield Scott. El revòlver Butterfield, un exemplar tardà de 1855, emprava un cebador de cinta Maynard en lloc de pistons de percussió. Es van subministrar 640 a l'Exèrcit de la Unió durant la Guerra de Secessió, però el govern va cancel·lar qualsevol altra compra quan es va descobrir que eren inferiors al més barat Colt Navy 1851. Els pepperboxes i revòlvers de transició van començar a desaparèixer gradualment en la dècada de 1850, amb la fabricació de veritables revòlvers per Samuel Colt, Webley, Robert Adams, Smith & Wesson, Jacob Rupertus i altres.

## Reaparició

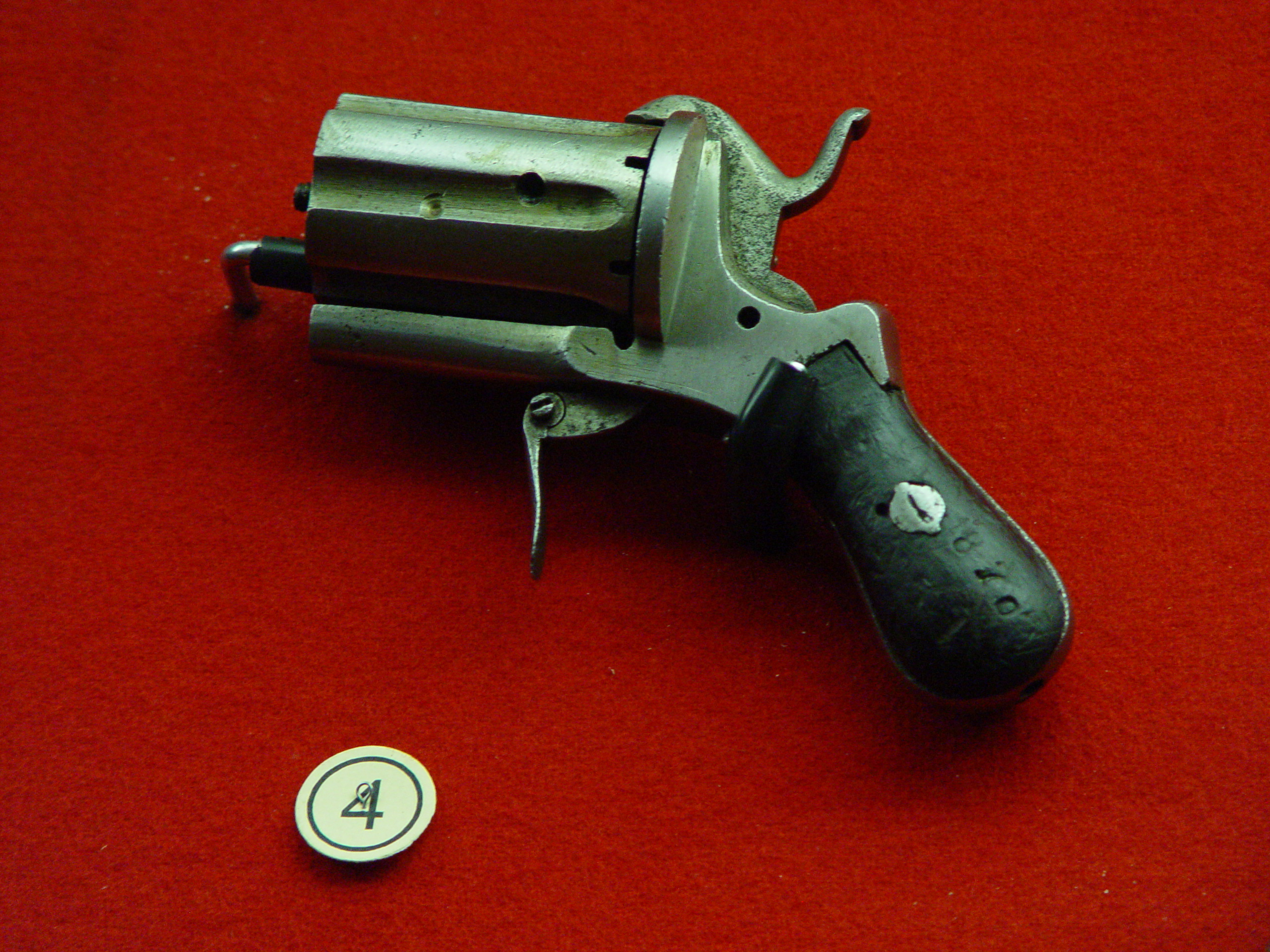
Pepperbox Lefaucheux de 8 mm, finals del.

El pepperbox va experimentar un cert "renaixement" a finals del segle xix com una arma de butxaca curta i fàcilment ocultable que emprava cartutxos Lefaucheux. Una variant especial d'aquest tipus d'arma, en la qual es emprava totalment el curt conjunt de canons, és el "Revòlver Apatxe" francès. Aquesta arma, suposadament popular entre les colles parisenques, estava equipada amb un ganivet plegable i un puny d'acer. Els pepperboxes d'aquest període van desaparèixer una vegada amb l'obsolescència del cartutx d'espiga.
La pistola derringer de quatre canons dissenyada per Christian Sharps va ser un altre pepperbox que va sobreviure fins a finals del segle xix. Igual que altres pistoles contemporànies, inclosa la Colt Thuer i Remington de 2 canons, tenia un gallet enfundat que apareixia al parar el seu martell. Els cartutxos es carregaven en aquesta pistola de 4 canons en lliscar-los cap endavant. Va aparèixer per primera vegada en 1859 i va ser emprada per diversos soldats durant la Guerra de Secessió, quedant en producció fins a 1874. Després de la guerra es va tornar popular en el Vell Oest entre els agutzils, bandolers i apostadors, ja que la seva petita grandària li permetia ser amagat en la butxaca d'una armilla.
La pistola sueca de cinc canons Feilitzerne és l'únic pepperbox que va ser pres en consideració per a la seva estensió a tot un exèrcit. A finals del segle xix, diversos oficials britànics empraven la Pistola Lancaster de quatre canons comprada per compte propi, en lloc dels revòlvers estàndard Beaumont-Adams i Webley perquè tenia un major poder d'aturada, una major cadència de tret i era més ràpida de recarregar. Aquest pepperbox de canons basculants, disponible en calibres tan grans com 12 mm (.476; fins i tot hi havia disponible una versió de dos canons calibre 14,7 mm (.577)) funcionava de forma similar a la pistola de butxaca Sharps: el seu percussor era el que girava, no els canons.

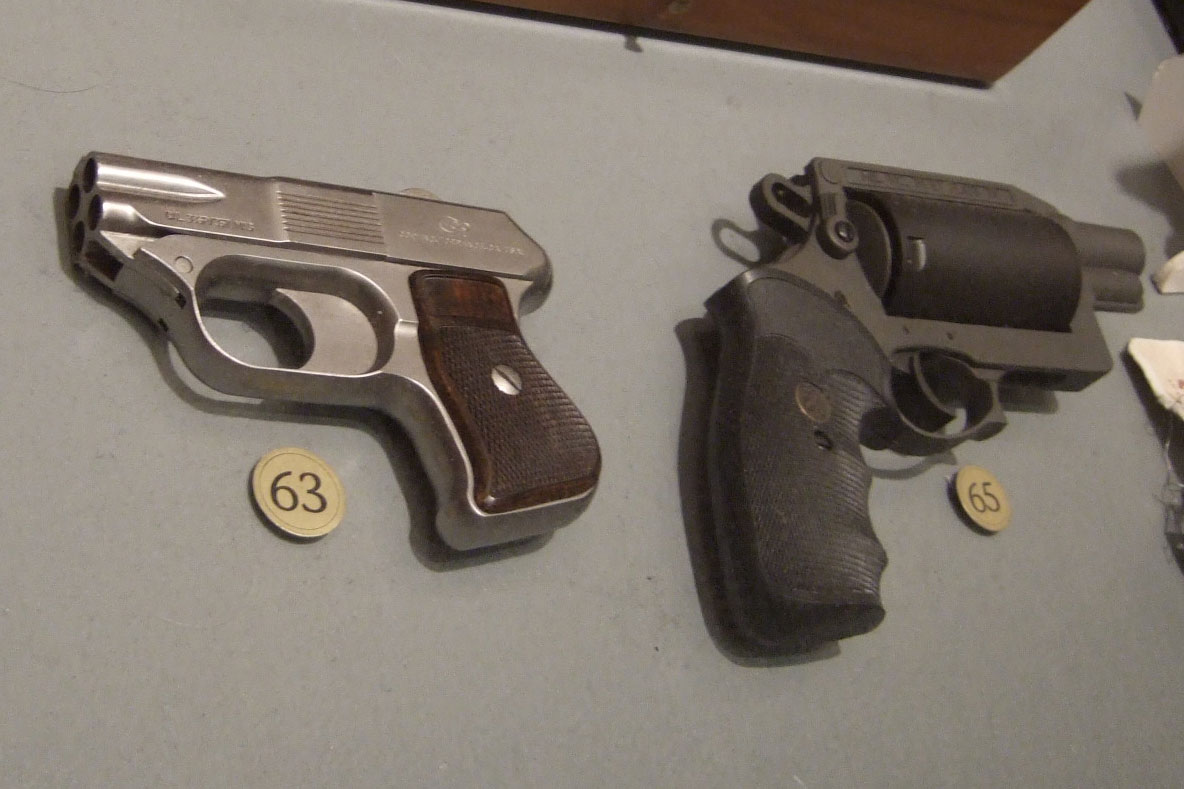
El pepperbox derringer COP .357 (a l'esquerra).

## Ús en l'actualitat

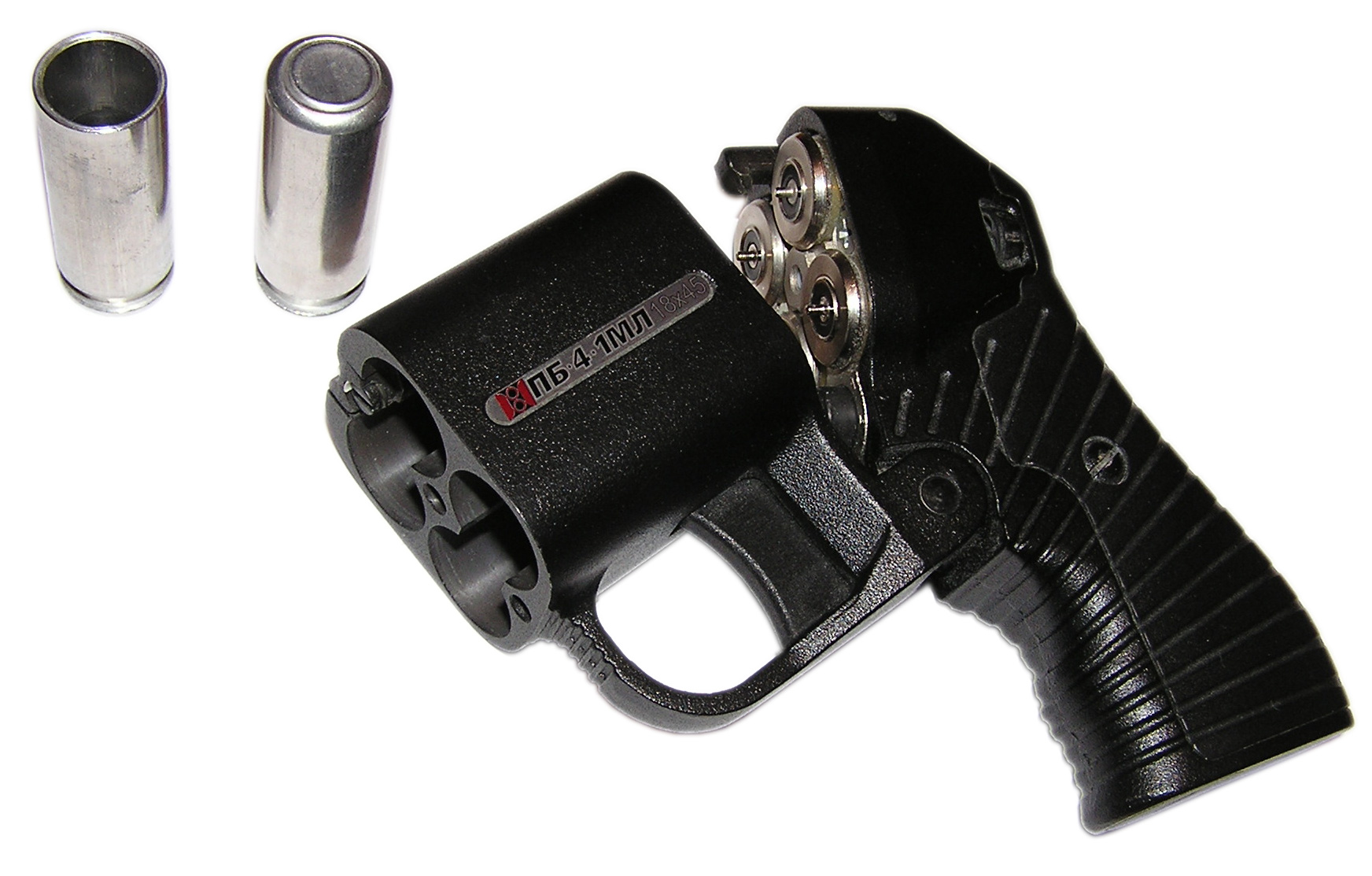
Una pistola russa tipus derringer Wasp i dos cartutxos no-letals.

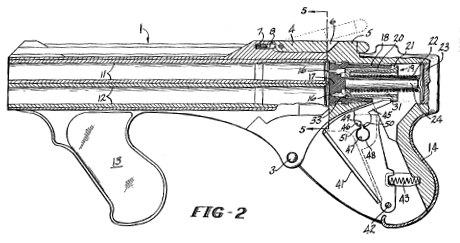
L'escopeta Liberator de Winchester Repeating Arms Company, una arma específicament construïda per a la seva distribució a insurgents.

El disseny del pepperbox va ser emprat en una petita quantitat d'armes dissenyades al segle xx. Mossberg va produir en 1920 la Mossberg Brownie, una pistola de butxaca de quatre canons que emprava el cartutx .22 Long Rifle, destinada als trampers. En la dècada de 1970, la COP .357 va ser produïda com una arma de suport per a oficials de policia.
El Subfusell Neal de cinc canons de la dècada de 1940 és un derivat del pepperbox, que empra canons rotatius com una Gatling. Aquesta arma pot disparar 3.000 beles/minut.
Heckler & Koch va utilitzar el concepte del pepperbox per a la seva pistola subaquàtica HK P11.
Encara que els pepperboxes habitualment són pistoles, es van fabricar uns quants fusells d'aquest tipus; Samuel Colt tenia un mosquet de metxa amb 3 canons rotatius de l'Índia, i la Colt Defensar, una escopeta pepperbox dissenyada per Robert Hillberg, que emprava cartutxos del 20 Magnum de 76,2 mm (3 polzades) de longitud i tenia 8 canons que giraven al voltant d'un eix central. Una versió de la Defensar tenia una boca llançagranades per a granades de gas lacrimogen entre els canons.
Entre les modernes escopetes pepperbox s'inclouen a la FAMARS Rombe i la Winchester Liberator de doble acció i quatre canons, que va ser desenvolupada per Robert Hillberg abans de treballar en la Defensar. La Liberator va ser dissenyada com una arma per a insurgents abans de ser adoptada per algunes agències policials nord-americanes, sent anomenada en honor del seu avantpassat espiritual, la Pistola Liberator.
El Reprringer és un pepperbox d'impressió 3D, mostrat al públic cap a setembre de 2013. Va ser creat per Hexen. Té cinc canons i està calibrat per a càpsules fulminants de 5,5 mm.

## El pepperbox en la ficció
- En el videojoc de 2012 Assassin's Creieu III: Liberation, per a la consola portàtil PlayStation Vita, es pot comprar un pepperbox en l'armeria. L'arma solament costa 100.000 escuts francesos, per la qual cosa és l'article més car en tot el joc.
- En l'edició nord-americana del joc de taula Clue de 1972, la peça del "revòlver" (i la seva targeta) representen un pepperbox.
- El personatge de Leon Kowalski, interpretat per Brion James en la pel·lícula Blade Runner, va usar un pepperbox COP .357.
- L'actualització del 30 de setembre de 2010 per al videojoc Team Fortress 2 va introduir una escopeta pepperbox feta per la comunitat d'usuaris, anomenada "The Shortstop", per ser emprada pel Scout.[26]
- En la pel·lícula de 2004 Tremors 4: The Legend Begins, el personatge Hiram Gummer utilitza un pepperbox Sharps de 5,5 mm (.22).[27]